# يوشيهيتو ياماج
يوشيهيتو ياماجِ (باليابانية: 山路 嘉人) (مواليد 13 يناير 1971)، هو لاعب كرة قدم ياباني سابق كان يلعب كمدافع.

## وصلات خارجية
- يوشيهيتو ياماج على موقع رابطة كرة القدم اليابانية للمحترفين (اليابانية)